# Kelime Çetinkaya
Kelime Aydın Çetinkaya (Kars, 15 de juny de 1982) és una cross-country skier de Turquia i ha estat la primera dona turca en participar en uns Jocs Olímpics d'hivern el 2002. L'any 2004 va ser 4a a Predel, Romania. Ha participat també als Jocs Olímpics d'Hivern de 2010 (Vancouver) i de 2014 (Sochi).
En els Jocs Olímpics de 2012 de Londres ha estat un dels corredors turcs que portaven la torxa olímpica.